# Mirko Bellodi
Mirko Bellodi est un footballeur italien né le 20 octobre 1973 à Suzzara.